# Adamson (cratère)
Pour les articles homonymes, voir Adamson.
Adamson est un cratère de 27,2 km de diamètre situé sur Vénus, aux coordonnées de -14,8 ° de latitude et 29,6 ° de longitude Est. Il a été nommé en l'honneur de la naturaliste autrichienne Joy Adamson .